# Wolf-Dietrich Huy
Wolf-Dietrich Huy (2 de agosto de 1917 - 13 de julho de 2003) foi um oficial alemão que serviu na Luftwaffe durante a Segunda Guerra Mundial. Foi condecorado com a Cruz de Cavaleiro da Cruz de Ferro com Folhas de Carvalho.Foi abatido no dia 29 de outubro de 1942 sobre Katarra-Senke e gravemente ferido, sendo em seguida capturado pelas tropas britânicas. Permaneceu aprisionado até o ano de 1947.

## Condecorações
| Cruz de Ferro (1939) 2ª Classe                                  | 1 de dezembro de 1939 |
| Cruz de Ferro (1939) 1ª Classe                                  | 1 de maio de 1941     |
| Troféu de Honra da Luftwaffe                                    | 25 de janeiro de 1942 |
| Cruz de Cavaleiro da Cruz de Ferro                              | 5 de julho de 1941    |
| Cruz de Cavaleiro da Cruz de Ferro com Folhas de Carvalho nº 83 | 17 de março de 1942   |